# Macroglossum fulvicaudata
Macroglossum fulvicaudata är en fjärilsart som beskrevs av Butler 1882. Macroglossum fulvicaudata ingår i släktet Macroglossum och familjen svärmare. Inga underarter finns listade i Catalogue of Life.